# Aphodiidae
Famille
Aphodiidae est une famille d'insectes de l'ordre des coléoptères.

## Liste des sous-familles présentes en Europe
- Aphodiinae
- Eupariinae
- Psammodiinae